# Флаг Новокубанского района
Флаг муниципального образования Новокуба́нский район Краснодарского края Российской Федерации — опознавательно-правовой знак, служащий официальным символом муниципального образования.
Флаг утверждён 21 ноября 2006 года решением Совета муниципального образования Новокубанский район № 498 и 8 декабря 2006 года внесён в Государственный геральдический регистр Российской Федерации с присвоением регистрационного номера 2742.
16 сентября 2010 года, решением Совета муниципального образования Новокубанский район № 53/7, из названия предыдущего решения убраны слова Краснодарского края и утверждено положение о флаге муниципального образования Новокубанский район в новой редакции. Описание и рисунок флага изменений не претерпели.

## Описание
«Флаг Новокубанского района представляет собой прямоугольное жёлтое полотнище с отношением ширины к длине 2:3, несущее у древка волнистую голубую полосу габаритной шириной 6/27 длины полотнища; на фоне полосы воспроизведены жёлтые колосья и над ними, в крыже — скрещённые молотки в белом и жёлтом цветах; на жёлтой части расположена красная фигура вставшего на дыбы льва, передние лапы которого заходят на полосу и держат колосья».

## Обоснование символики
Флаг языком символов и аллегорий отражает исторические, культурные, социально-экономические, национальные и иные местные традиции.
Планомерное заселение территории современного Новокубанского района началось в конце XVIII — начале XIX веков. Имение «Хуторок» барона Р. В. Штейнгеля было уникальнейшим хозяйственным комплексом, включавшим в себя винокуренный завод, высокоразвитые полеводство и скотоводство, виноградники, сады. Благодаря развитию хозяйства сюда была проведена отдельная железнодорожная ветка, имелась телефонная сеть. Деятельность Р. В. Штейнгеля самым благоприятным образом отразилась на общем развитии экономики региона и его социальной сфере. В усадьбе был проведён водопровод и канализация, сделаны дороги, построены школы, больница, жильё для работников.
Фигура красного льва и два пересечённых молота, взятые из герба барона Р. В. Штейнгеля, напоминают о самом известном местном хозяйственнике.
Рассечение полотнища на голубой и жёлтый цвета символизирует историческую роль Новокубанских земель — охрана границ государства, здесь по берегам реки Кубань, которая протекает по территории района, проходили оборонительные пограничные линии.
Колосья в лапах льва символизируют 8 сельских и 1 городское поселение, а жёлтый цвет символизируют развитие сельского хозяйства как основы экономики региона, которое стало возможно только после создания надёжных государственных границ.
Жёлтый цвет (золото) — символ урожая, богатства, стабильности и уважения.
Белый цвет (серебро) — символ чистоты, совершенства, мира и взаимопонимания.
Голубой цвет (лазурь) — символ чести, благородства, духовности.
Красный цвет — символ мужества, силы, красоты, трудолюбия и праздника.

## См. также

Флаги муниципальных образований Новокубанского района
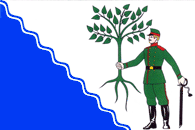
Новокубанское городское поселение
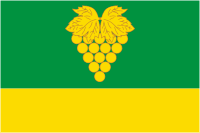
Верхнекубанское сельское поселение
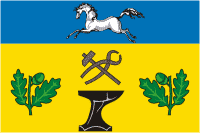
Ковалевское сельское поселение
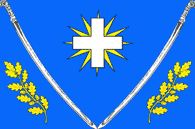
Ляпинское сельское поселение
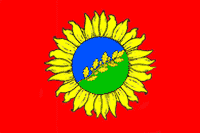
Прикубанское сельское поселение
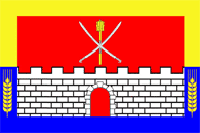
Прочноокопское сельское поселение
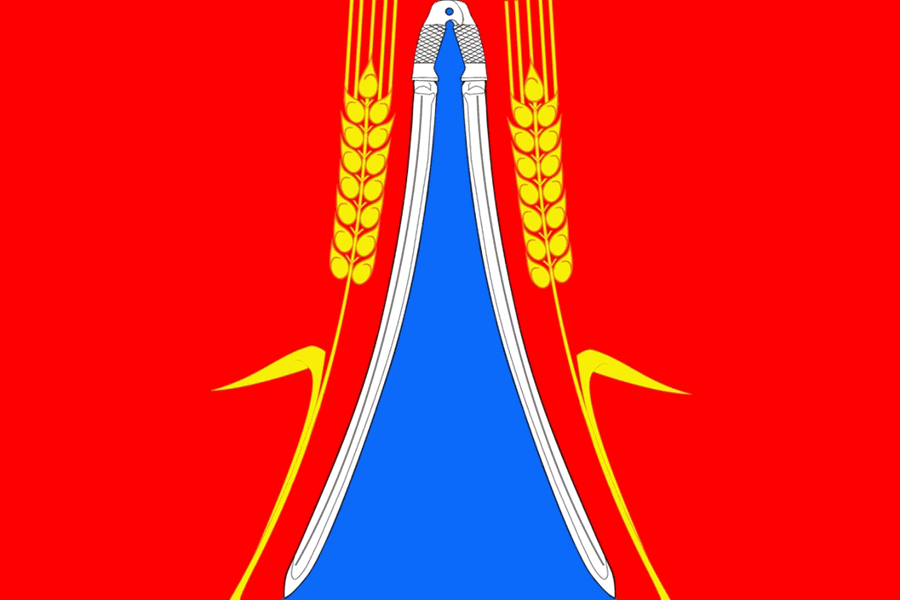
Советское сельское поселение